# Dzorashen
Dzorashen (o Dsorashen, in armeno Ձորաշեն?; precedentemente Yerord Karakilisa/Karakilisa Tret'ya) è un comune di 256 abitanti (2001) della Provincia di Shirak in Armenia.